# TOI-732
TOI-732 — двойная звезда в созвездии Гидры на расстоянии около 72 световых лет (около 22 парсек) от Солнца. Возраст звезды определён как около 3,1 млрд лет.
Вокруг звезды обращается, как минимум, две планеты.

## Характеристики
Первый компонент (LP 729-54) — красный карлик спектрального класса M3,5V, или M4V, или M4. Видимая звёздная величина звезды — +13,14m. Масса — около 0,381 солнечной, радиус — около 0,38 солнечного, светимость — около 0,0165 солнечной. Эффективная температура — около 3358 K.
Второй компонент (LP 729-55) — красный карлик спектрального класса M5V. Видимая звёздная величина звезды — +16,43m. Эффективная температура — около 3669 K. Удалён на 15,8 угловой секунды (в среднем около 348 а.е.).

## Планетная система
В 2020 году группой астрономов, работающих в рамках проекта TESS, было объявлено об открытии планет TOI-732 b и TOI-732 c.